# Colibri à ventre noir
Eupherusa nigriventris
Espèce
Répartition géographique
Statut de conservation UICN

 LC  : Préoccupation mineure
Statut CITES
Le Colibri à ventre noir (Eupherusa nigriventris) est une espèce de colibris de la sous-famille des Trochilinae.

## Description
Cet oiseau mesure environ 8 cm de longueur. Il présente un dimorphisme sexuel. Les deux sexes ont le dessus vert métallique. Le mâle a la face et le dessous noirs, une plage rousse sur chaque aile et la queue blanche à l'exception des rectrices médianes. La femelle a le dessous gris. Elle ressemble à celle du Colibri à épaulettes mais présente davantage de blanc à la queue et des ailes sans roux apparent.

## Distribution
Cet oiseau peuple la cordillère de Talamanca.

## Habitat
Cet oiseau se reproduit dans les forêts humides entre 900  et   2 000 m mais fréquente parfois des zones plus basses.

## Comportement
Le mâle utilise essentiellement la canopée et la femelle des strates inférieures.

## Source
(en) « Neotropical Birds Online », Cornell Lab of Ornithology, 28 juin 2011